# Greatest Hits (álbum de The Offspring)
Greatest Hits: The Offspring es un disco recopilatorio de la banda de punk The Offspring. Fue publicado el 20 de junio del 2005 internacionalmente y un día después en Estados Unidos y Canadá. Reúne los temas más populares de casi 20 años de carrera, desde Smash hasta Splinter, además del tema "Defy You" usado en la banda sonora de la película Orange County y el tema inédito "Can't Repeat". También incluye la canción "Next To You" (versionando a The Police) como tema oculto.
Los "Greatest Hits" de The Offspring vienen en dos versiones: como un CD convencional y como un Dual Disc incluyendo todo el álbum en 5.1 stereo; y los comentarios de Dexter Holland y Noodles, contando historias y anécdotas acerca de las canciones; y la versión acústica de "Dirty Magic", una canción del álbum Ignition.
Los seguidores criticaron la ausencia de canciones como "I Choose", "She's Got Issues" y "Million Miles Away" en el álbum.

## Lista de canciones
1. Can't Repeat (3:24)
2. Come Out And Play (Keep 'Em Separated) (3:17)
3. Self Esteem (4:17)
4. Gotta Get Away (3:51)
5. All I Want (1:54)
6. Gone Away (4:27)
7. Pretty Fly (For A White Guy) (3:08)
8. Why Don't You Get A Job? (2:49)
9. The Kids Aren't Alright (3:00)
10. Original Prankster (3:41)
11. Want You Bad (3:22)
12. Defy You (3:48)
13. Hit That (2:48)
14. "(Can't Get My) Head Around You (2:16)
15. "The Kids Aren't Alright (Wiseguys Remix)" (Bonus Track en Europa y Sudamérica) (4:55)
16. "Spare Me The Details" (Bonus Track en Australia) (3:24)
17. "Next To You (versión de un tema de The Police)" (Pista oculta) (2:40)

- Datos: Q1196949
- Multimedia: Greatest Hits (The Offspring) / Q1196949